# آرون رمزی
آرون جیمز رمزی (به انگلیسی: Aaron James Ramsey) بازیکن فوتبال اهل ولز است.پست تخصصی وی هافبک است.
او سابقه بازی برای باشگاه‌های کاردیف سیتی، ناتینگهام فارست، آرسنال و یوونتوس را در کارنامه دارد.

## زندگی شخصی
آرون جیمز رمزی در ۸ ژوئن ۲۰۱۴ با دوست دوران کودکی‌اش «کالین روولندز» ازدواج کرد.
آن‌ها پسری به نام سافی دارند که در ۲۰۱۵ به دنیا آمده‌است. رمزی طرفدار صندوق جهانی طبیعت است و از «اشتیاقش» نسبت به حیوانات و حفظ آن‌ها سخن گفته‌است. رمزی در ژانویه ۲۰۱۴ قراردادی با شرکت «الیت مادل منیجمنت» لندن امضا کرد.آدیداس حامی رمزی است. او همچنین از سال ۲۰۱۴ سفیر تجاری برند مک‌دونالد بوده است.